# Câmpurile de cărbuni din sudul Țării Galilor

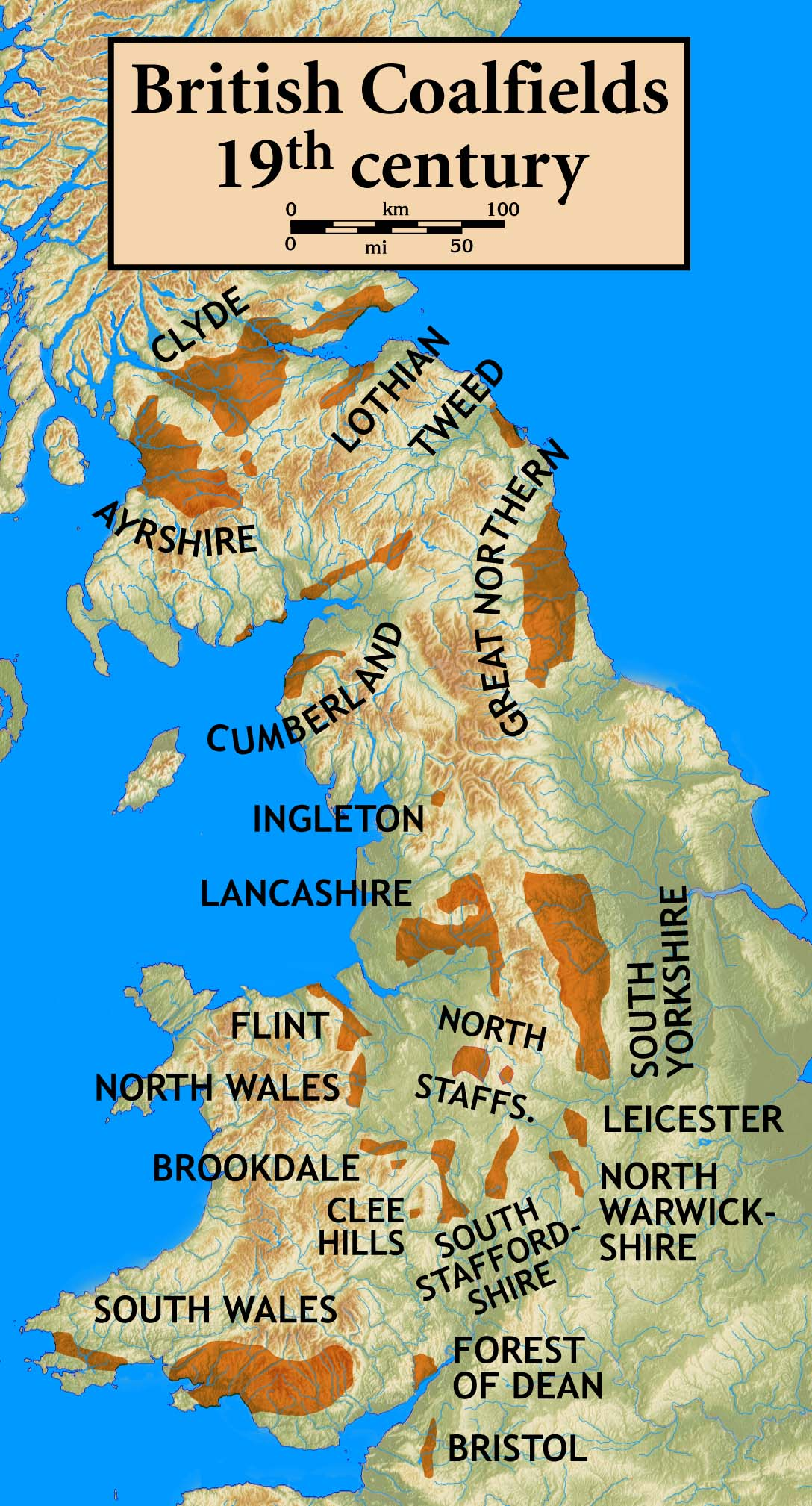
Hartă a minelor de extragere a cărbunilor din Marea Britanie.

Câmpurile de cărbuni din sudul Țării Galilor (galeză Maes glo De Cymru) reprezintă o regiune mare din Țara Galilor de sud, bogată în depozite subterane de cărbuni. 